# Eilema androconia
Eilema androconia là một loài bướm đêm thuộc phân họ Arctiinae, họ Erebidae.